# Bowerston (Ohio)
Pour les articles homonymes, voir Bowerston.
Bowerston est un village américain situé dans le comté de Harrison, dans l'Ohio. Selon le recensement de 2010, sa population est de 398 habitants.